# Thomas Ployet
Pas d'image ? Cliquez ici

a Compétitions nationales et continentales officielles uniquement.

b Matchs officiels uniquement.
Dernière mise à jour le 6 octobre 2024.
Thomas Ployet, né le 12 décembre 2001, à Chinon, est un joueur français de rugby à XV qui joue au poste de deuxième ligne au FC Grenoble en prêt du Stade rochelais.

## Biographie

### Jeunesse et formation
Thomas Ployet naît à Chinon en Indre-et-Loire.
Durant sa jeunesse, il commence le rugby à XV dans le club du SC Chinon avant de continuer sa formation au Stade rochelais.
Il compte des sélections dans les équipes de France des moins de 16 et 18 ans, puis il dispute trois matchs avec l'équipe de France des moins de 20 ans pendant le Tournoi des Six Nations en 2021.

### Débuts professionnels au Stade rochelais
Thomas Ployet dispute son premier match professionnel en Top 14 en 2021.
Il prolonge au Stade rochelais jusqu'en 2026.

### Prêt au FC Grenoble
Pour la saison 2024-2025, il est prêté au FC Grenoble.

### Vie privée
Thomas Ployet est le fils de professeurs de physique-chimie.

## Palmarès
- Stade rochelais
  - Finaliste du Championnat de France en 2021 et 2023.
- FC Grenoble
  - Finaliste du Championnat de France de 2e division en 2025.